# Toblerone
Toblerone est une marque de chocolat d'origine suisse créée par Theodor Tobler en 1908 et actuellement détenue par le groupe américain Mondelez International, issu d'une scission de l'américain Kraft Foods qui avait acquis la marque en 1990.

## Historique

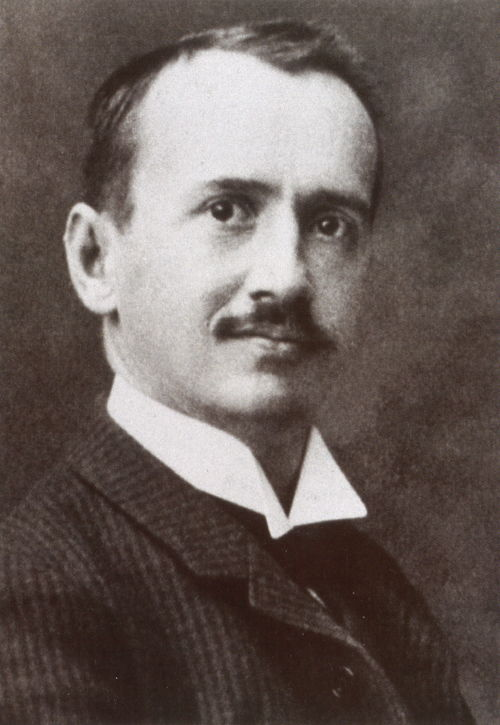
Theodor Tobler (1876-1941)

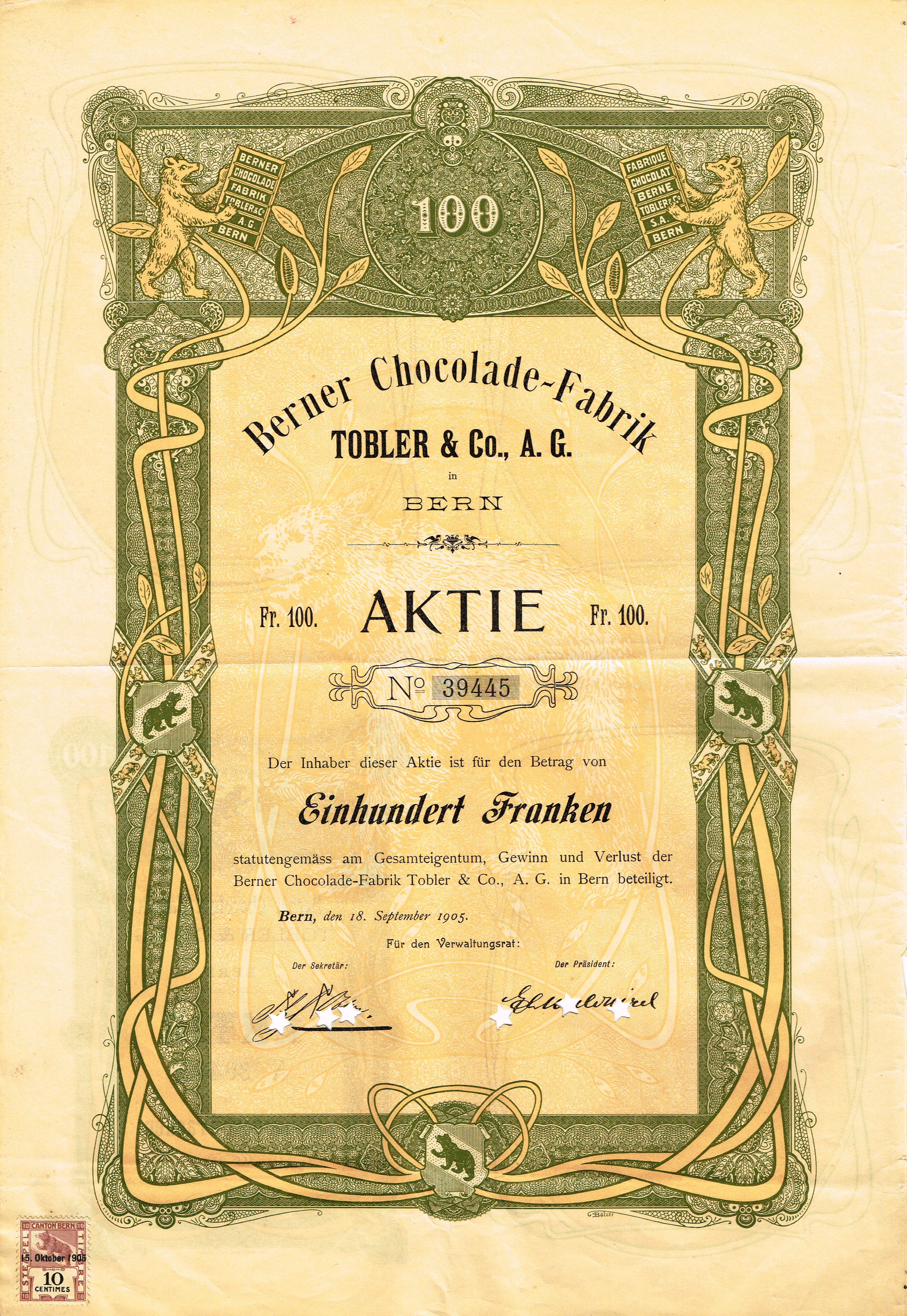
Action de la fabrique de chocolat bernoise Tobler & Co SA en date du 18 septembre 1905.

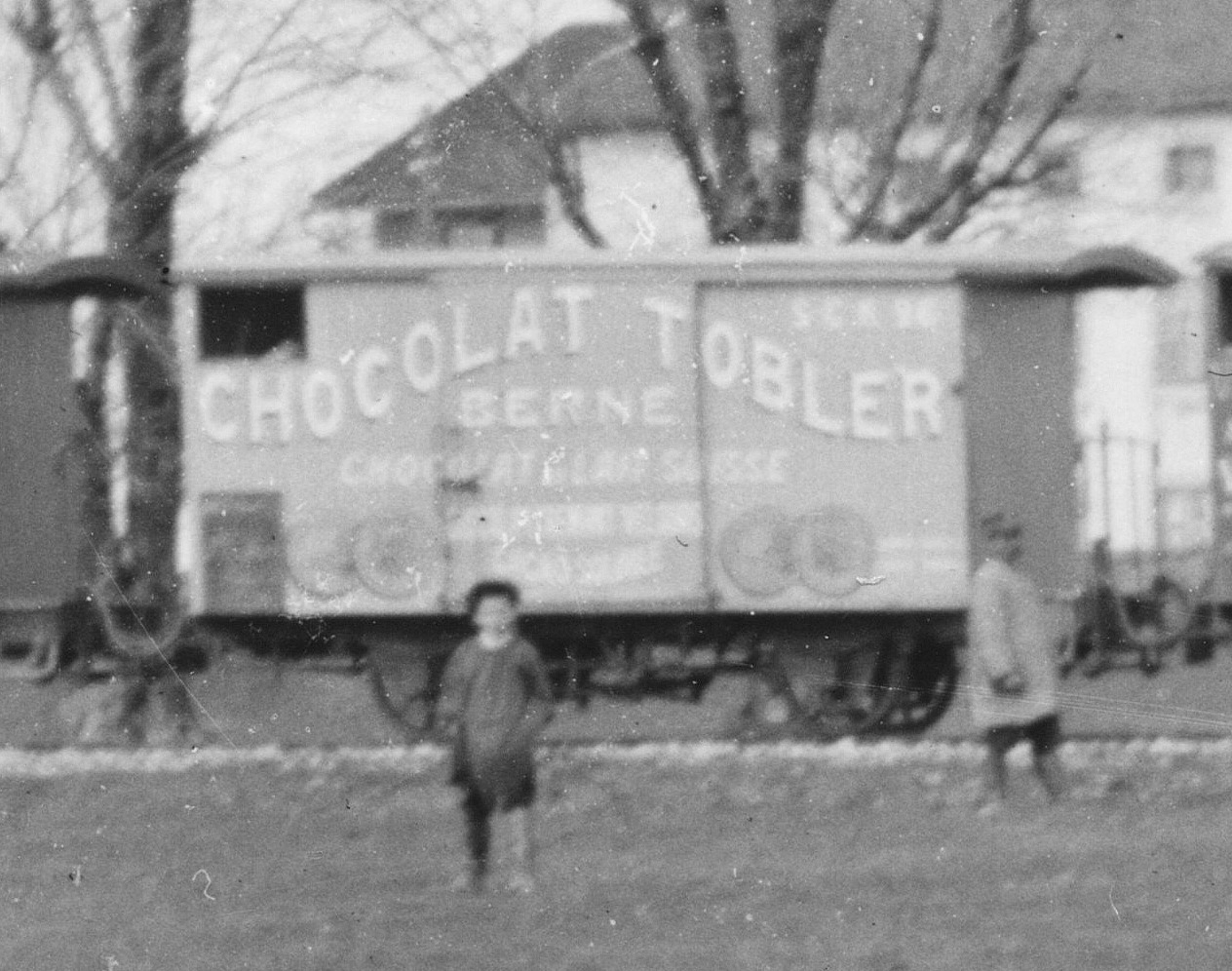
Wagon de la chocolaterie Tobler aux Bois, avant 1932.

Le nom « Toblerone » provient de l'association du nom de l'entreprise Tobler et du mot « torrone » nom italien du nougat au miel et aux amandes.
En 1867, Jean Tobler ouvre son premier magasin, la Confiserie spéciale, à la Mittelstrasse (dans le quartier Länggasse) de Berne.
En 1899, la demande des produits en chocolat Tobler prend de telles dimensions que Jean Tobler décide d'ouvrir sa propre fabrique de chocolat, avec ses fils: la fabrique bernoise Tobler & Cie. Son fils Theodor (1876-1941) prend la tête de l'entreprise l'année suivante. En 1908, les chocolatiers Theodor Tobler (fils de Jean) et son cousin Emil Baumann (1883–1966, chef de fabrication de Tobler), après un voyage en France durant lequel ils ont goûté du nougat, inventent le Toblerone : c'est la première barre chocolatée de l'histoire[réf. nécessaire]. Emil Baumann met au point la recette dans sa propre cuisine, la recette est brevetée le 29 mars 1909.

## Description
Ce chocolat, encore produit à Berne, est vendu dans plus d'une centaine de pays, ainsi que dans des boutiques hors taxes.
Vendu sous forme de barre de chocolat, il est constitué de morceaux de chocolat qui donnent à la barre la forme oblongue d'un prisme triangulaire fait d’une succession de triangles. Il est constitué principalement de sucre, de chocolat, de nougat, de miel, d'amandes et de blanc d’œuf.
Le Cervin, une montagne de plus de 4 000 mètres d’altitude qui constitue l'un des symboles de la Suisse, est représenté sur l'emballage de 1970 à 1987 ; les années suivantes, il sera représenté par un triangle bleu et blanc jusqu'en 2000 où la fameuse montagne reprend sa place. Les « pics » caractéristiques de cette confiserie rappellent l'identité montagneuse de la Suisse, mais tant l'origine du design de l'emballage que la forme triangulaire du chocolat viendraient, d'après la légende, de la couleur beige et rouge des costumes portés par les danseuses des Folies Bergère à l’occasion d'une figure pyramidale lors d'un spectacle auquel assista Theodor Tobler à Paris,,. Un ours est aussi caché dans la montagne du logotype (en clair, au centre et en position debout). Il fait référence à sa ville de production, Berne. Enfin, le nom Toblerone rappelle celui de son fondateur Theodor Tobler mais dissimule aussi le mot Berne.
En octobre 2016, Mondelez décide de diminuer le poids des barres Toblerone vendues au Royaume-Uni pour réduire les coûts. Un taux de change peu favorable et le prix élevé du cacao en est la cause. Les barres de 400 grammes sont réduites à 360 g et celles de 170 grammes à 150 g, soit une baisse de 10 % du poids. Mais la manière de l’alléger consistant à élargir l’espace entre chaque triangle au lieu de réduire la longueur des plaques ou d’augmenter son prix provoque la colère des consommateurs sur les réseaux sociaux et une campagne avec le hashtag #Tobleronegate se fait jour. En 2018, les barres Toblerone reviennent à leur poids d'origine.
Depuis avril 2018, sans changer la recette mais en ajustant les ingrédients et les méthodes de production (évitant les contacts avec les dérivés porcins et l'alcool), Toblerone est certifié halal,.
En 2022, l'ouverture d'une usine de Toblerone à Bratislava en Slovaquie est annoncée pour l'année 2023. L’ouverture de cette nouvelle usine conduira au retrait des symboles apparentés à la Suisse (le Cervin, entre autres) sur les emballages de Toblerone.

### Gamme
- Mélange de chocolat et de nougat
  - Chocolat au lait (emballage jaune)
  - Chocolat blanc (emballage blanc)
  - Chocolat noir (emballage noir)
  - Chocolat fourré (emballage bleu)
  - Chocolat au lait et amandes grillées caramélisées (bleu ciel)[14]
  - Chocolat au lait et fruits (emballage jaune et violet)
  - Chocolat au maïs soufflé (emballage jaune et vert)[15]

Historique du développement de la gamme
- 1908 : Toblerone original (au lait)
- 1969 : Toblerone noir
- 1973 : Toblerone blanc
- 1995 : mini-Toblerone
- 1996 : Toblerone bleu (fourré)
- 1997 : Toblerone praliné
- 1998 : mini-Toblerone fourré (bleu)
- 2002 : mini-Toblerone chocolat blanc
- 2003 : Toblerone miniature
- 2006 : Toblerone One by One (triangles de Toblerone au lait, blanc, noir et bicolore, emballés individuellement)
- 2007 : Toblerone Fruit&Nut
- 2008 : Toblerone fête ses 100 ans avec des packaging anniversaires
- 2009 : Toblerone Honey and crisps
- 2012 : Toblerone Crunchy Almonds et Toblerone en tablette triangulaire
- 2013 : Toblerone Crushed Corn
- 2016 : Toblerone apparaît au Royaume-Uni sous une forme allégée dans des versions 360 g et 150 g. En 2018, les barres Toblerone reviennent à leur poids d'origine (400 g et 170 g).
- 2018 : Toblerone obtient sa certification halal[17]

## Anecdote
Toblerone apparaît dans le Livre Guinness des records avec la plus grosse barre chocolatée du monde, d'un poids de 7 kilos.

## Toblerone dans le langage

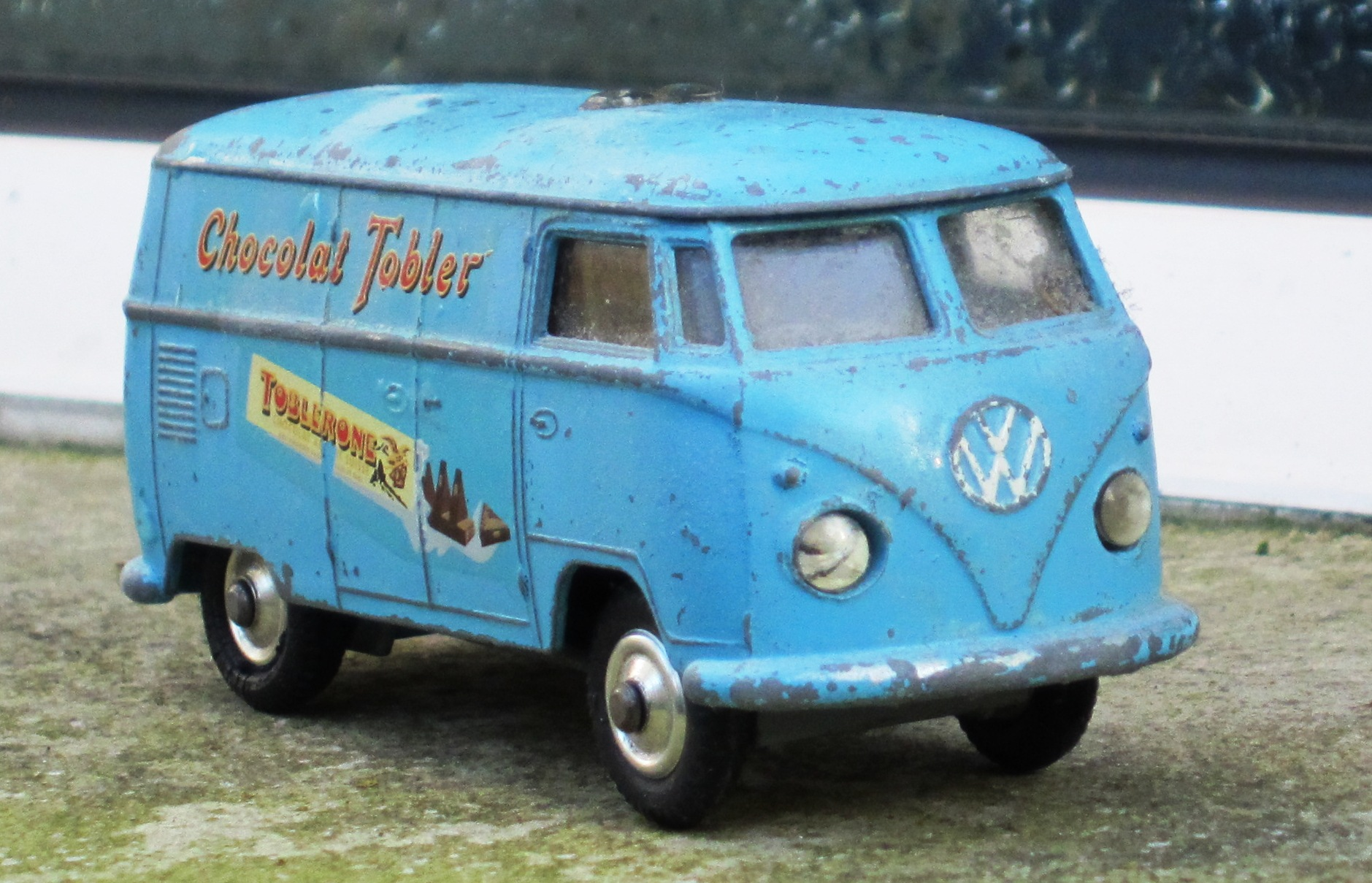
Véhicule miniature « Volkswagen-Toblerone ».

La forme très particulière de ce chocolat lui a valu d'être utilisé dans le langage pour désigner diverses choses :
- les défenses anti-char en « dents de dragon » construites en Suisse dans les années 1930 et  1940 ont pris le nom de « Toblerone » à cause de leur forme similaire. Le sentier des Toblerones, du bord du lac Léman à Gland jusqu'à Bassins, longe sur une distance de 15 kilomètres l'une de ces nombreuses lignes de défense, ici la ligne fortifiée de la Promenthouse[18] ;
- les tortues affectées d'une grave maladie irréversible de la carapace nommée la « dystrophie hypertrophique », maladie due essentiellement à un déséquilibre chronique de la balance calcium/phosphore dans leur alimentation, sont aussi appelées dans le langage populaire des « tortues toblerone » en raison de l'aspect profondément déformé de la dossière, chacune des écailles s'étant hypertrophiée ; [réf. nécessaire]
- ce chocolat a donné son nom à l'affaire Toblerone en Suède ;
- un « défi minceur » initié sur Instagram a été surnommé « Toblerone tunnel »[19].